# Fünf-Finger-Taktik
Die Fünf-Finger-Taktik beschreibt eine Vorgehensweise größerer Menschengruppen zum Durchfließen von Polizeiabsperrungen im Rahmen von Protestaktionen. Sie wird meist von Demonstranten auf freiem Gelände angewendet, um dort Aktionen Zivilen Ungehorsams, beispielsweise Blockaden von Castor-Transporten, durchführen zu können. Sie ermöglicht es Aktionsteilnehmern, ihren Weg zu Aktionsorten „auch durch lockere Polizeiketten und entstehende Polizeikessel hindurch fortzusetzen und sich nicht aufhalten zu lassen“. Die Taktik wurde ursprünglich von X-tausendmal quer als Konzept entwickelt, um im Rahmen von Gewaltfreien Aktionen an einer Polizeikette vorbeizukommen, ohne die Situation unnötig zu eskalieren. Sie wurde am 26. und 27. März  2001 bei zwei gewaltfreien Sitzblockaden gegen den 5. Castor-Transport von La Hague nach Gorleben bei Wendisch Evern erstmals angewandt. In den Medien wurde die Taktik vor allem durch die Massenblockaden während des G8-Gipfels in Heiligendamm 2007 und ab 2015 durch Braunkohletagebau-Besetzungen von Ende Gelände bekannt.

## Prinzip
Bei der Fünf-Finger-Taktik setzt sich der zunächst geschlossene Demonstrationszug aus mehreren Fingern zusammen, deren Teilnehmer sich einer bestimmten Farbe oder Symbolik zuordnen. Beim Zusammentreffen mit einer Polizeiabsperrung teilt sich der Zug in verschiedene Richtungen auf, um die Absperrung umfließen und sich dahinter wieder sammeln zu können. Der Name Fünf-Finger-Taktik entstand, da es sich meist um eine oder mehrere Hände handelt, die sich in verschiedene Richtungen auffächern wie fünf sich spreizende Finger. Die einzelnen Finger bestehen wiederum aus mehreren sogenannten Bezugsgruppen, was ein weiteres systematisches Zerstreuen in einzelne Gruppen ermöglicht. In ihrer Blockadefibel beschreibt X-tausendmal quer den Vorgang des Durchfließens der Polizeikette so:

„In vielen Fällen lässt sich eine Polizeikette dadurch durchfließen, dass sich die Aktionsgruppe weit auffächert und ruhig auf die sie zugeht. Die Kette wird sich dann auch in die Länge ziehen und somit durchlässiger. Wenn die PolizistInnen einzelne aufhalten wollen, bleiben diese zunächst bei „ihren“ PolizistInnen. So entstehen Lücken, durch die andere inzwischen gehen können. Wenn ein Großteil der Gruppe durch die Polizeikette gegangen ist, zieht sich die Polizei meist zurück, um ihren Einsatz neu zu strukturieren. Die bis dahin Aufgehaltenen können dann zur Blockade dazukommen. Damit diese Methode klappt, braucht es etwas Übung und gute Absprachen.“

Anfangs wurde dieses Prinzip vor allem in schwer absperr- und kontrollierbaren Flur- und Waldgebieten, später aber auch in engeren räumlichen Situationen in der Stadt angewendet.

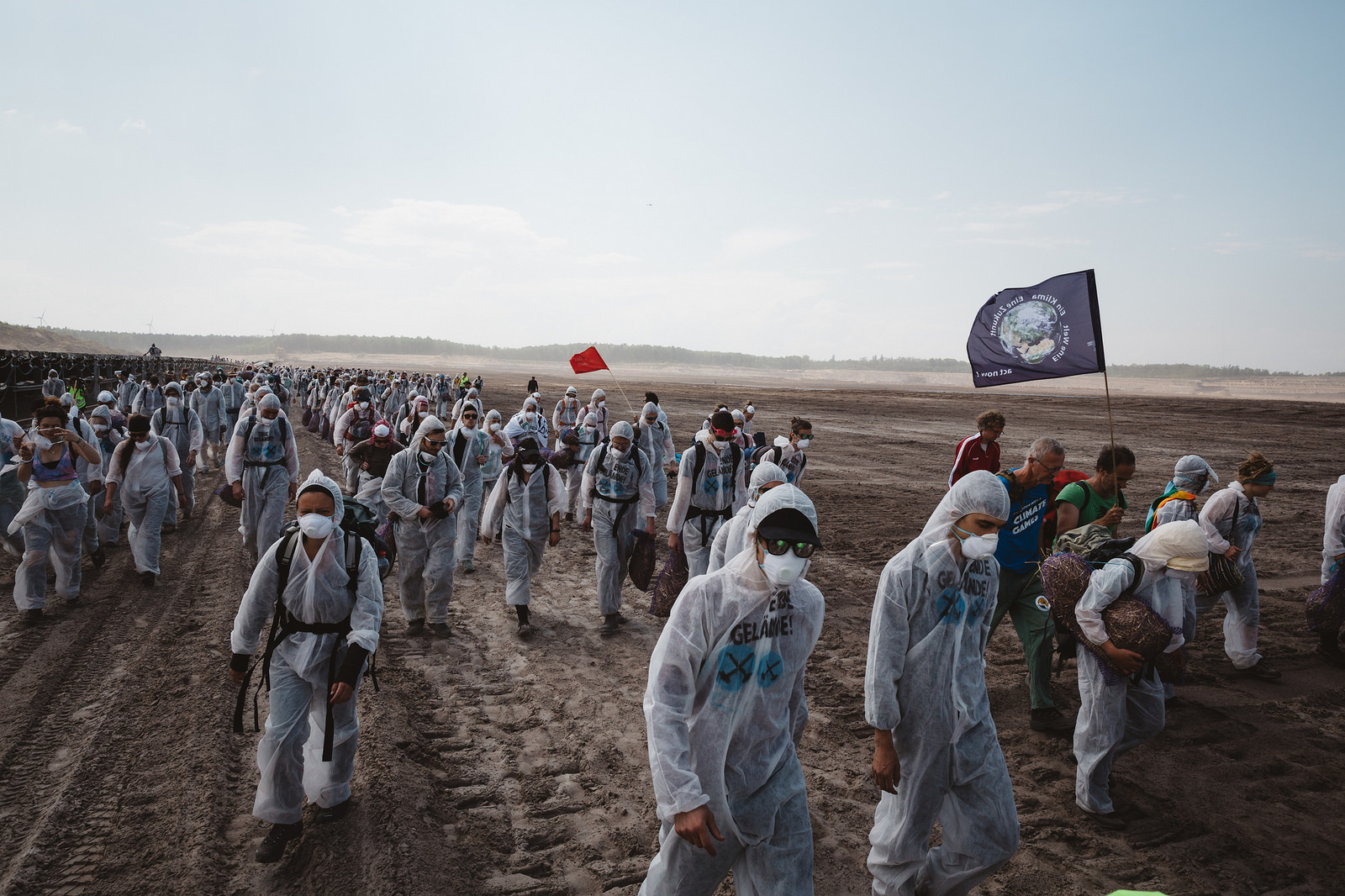
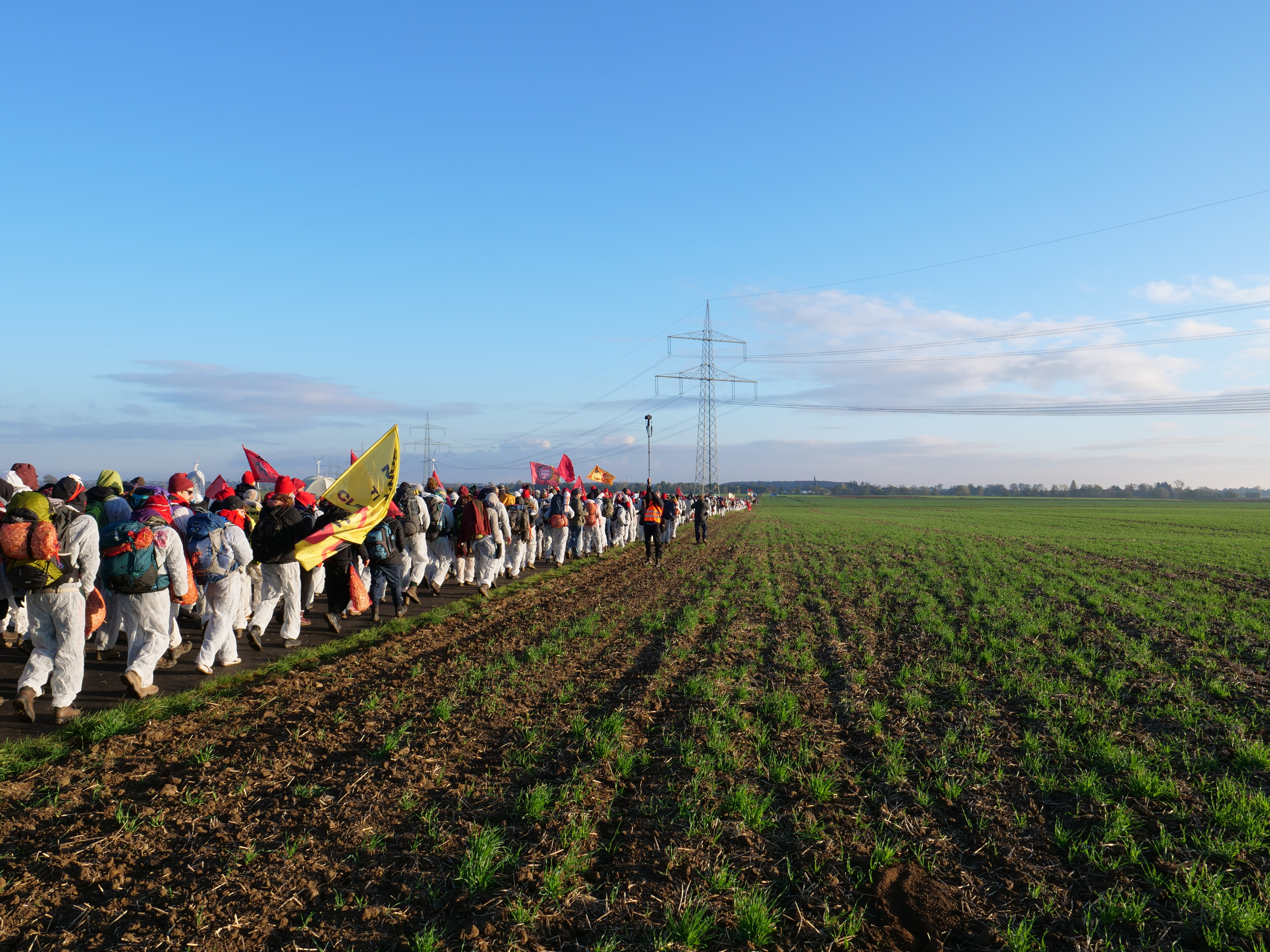
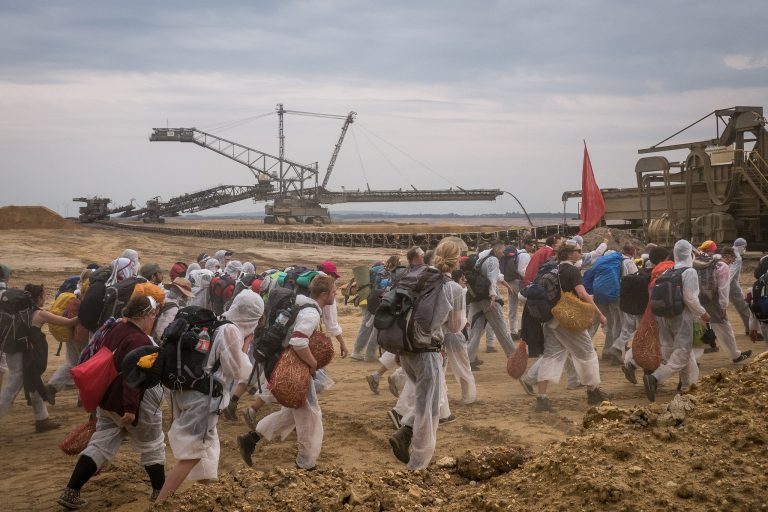
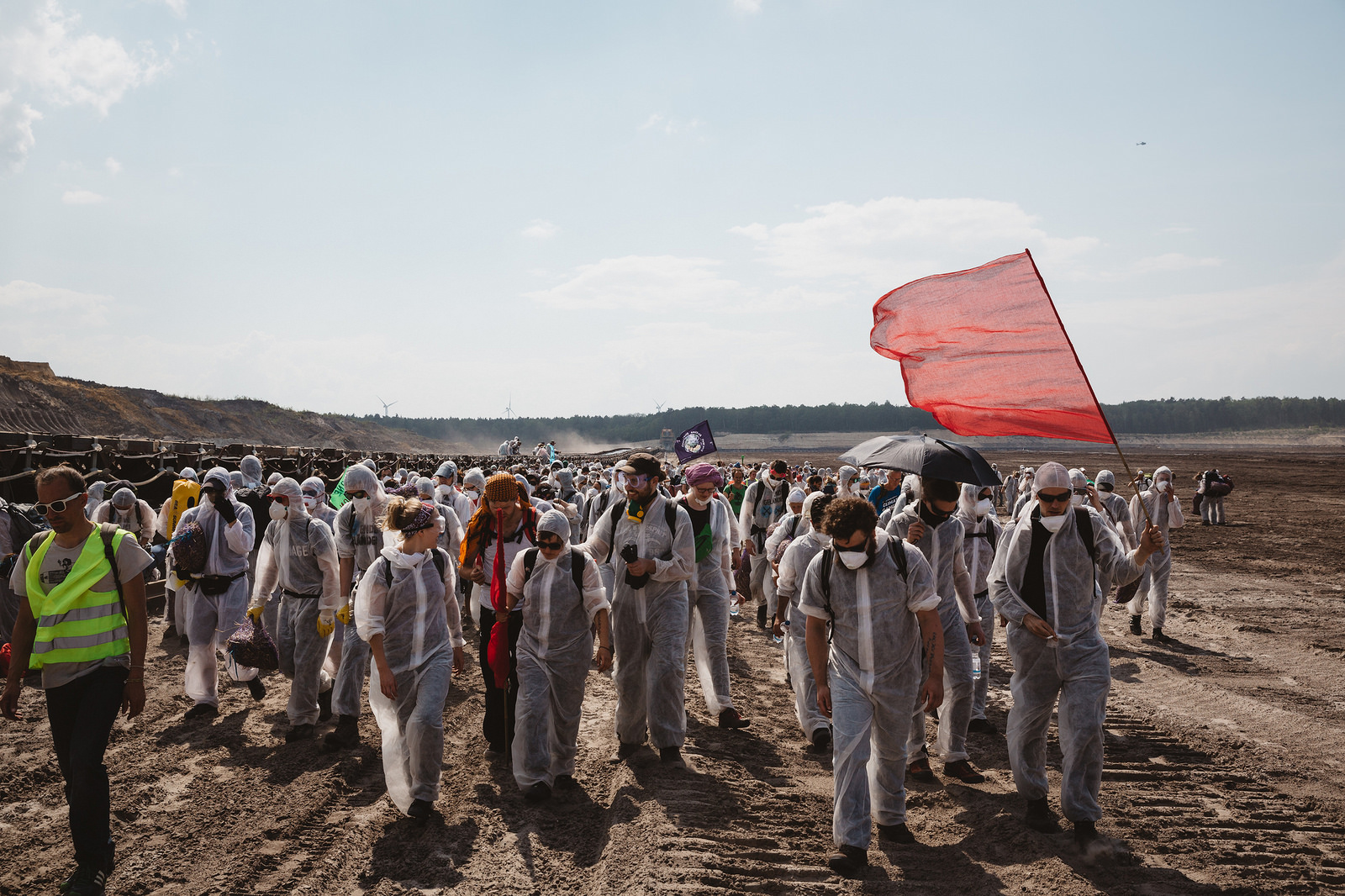
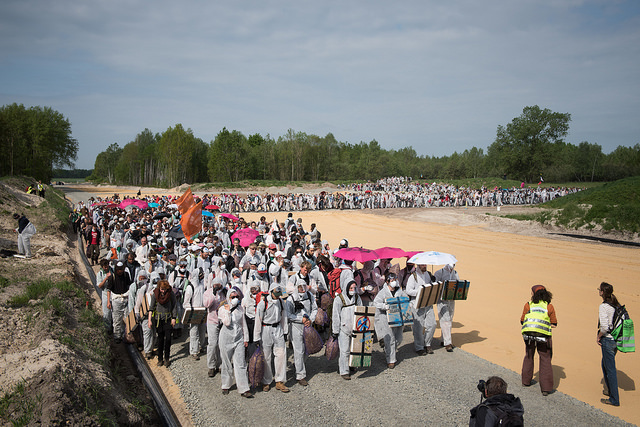
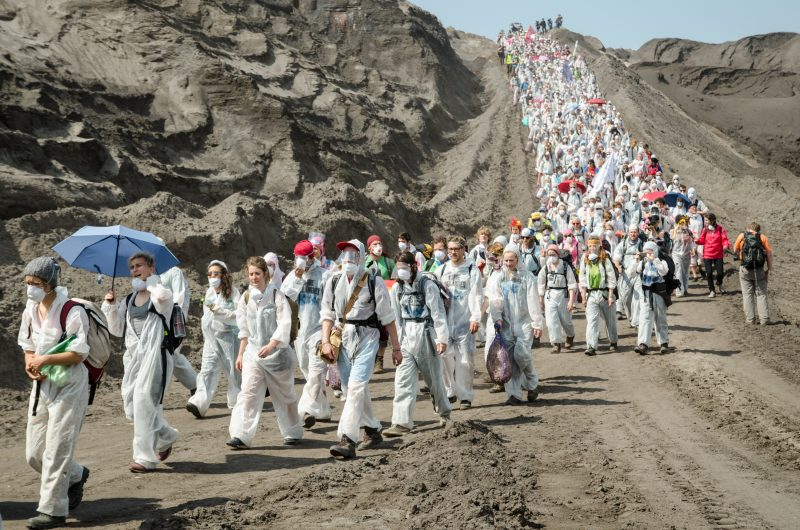